# Thestor dentata
Thestor dentata är en fjärilsart som beskrevs av Otto Staudinger 1891. Thestor dentata ingår i släktet Thestor och familjen juvelvingar. Inga underarter finns listade i Catalogue of Life.